# Păstrook, Haskovo
Păstrook (în bulgară Пъстроок) este un sat în comuna Ivailovgrad, regiunea Haskovo,  Bulgaria. 

## Demografie
Componența etnică a satului Păstrook
     Nicio identificare (100%)
     Altele (0%)
La recensământul din 2011, populația satului Păstrook era de 16 locuitori, a căror apartenență etnică nu era cunoscută.